# Paulo Scott

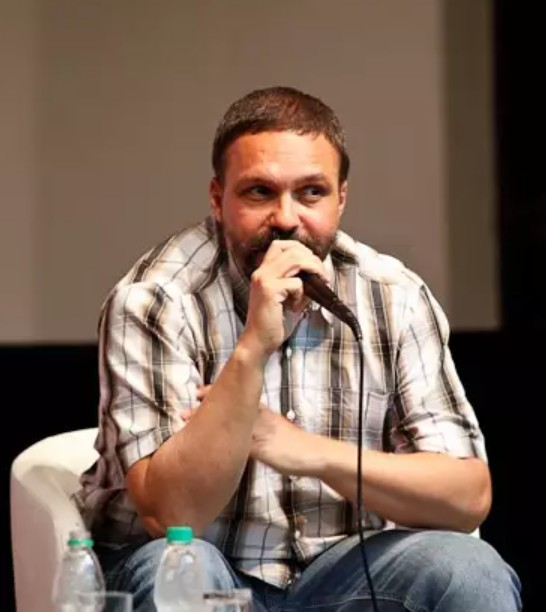
Paulo Scott

Paulo Scott (Porto Alegre, 8 de dezembro de 1966), é um escritor brasileiro.

## Biografia
Escritor e professor universitário, publicou romances, contos, poemas, graphic novel, dramaturgia e ensaio.
Em 2012, recebeu o Prêmio Machado de Assis da Fundação Biblioteca Nacional pela obra Habitante irreal. Em 2014, conquistou o APCA (Associação Paulista de Críticos de Arte) com o livro Mesmo sem dinheiro, comprei um esqueite novo.
Em 2020, foi agraciado com o Prêmio Açorianos de Literatura pelo livro Marrom e Amarelo. Em 2023, o livro Marrom e Amarelo venceu o Prêmio Jabuti na categoria Livro Brasileiro Publicado no Exterior.
Em 2022, foi divulgada a lista dos 13 indicados ao International Booker Prize, um prêmio literário internacional sediado no Reino Unido e o romance 'Marrom e amarelo' apareceu entre os finalistas. A obra foi traduzida para o inglês pelo escritor, editor e tradutor britânico Daniel Hahn.
Paulo Scott foi finalista do Prêmio Jabuti 2024 com o livro de contos Crucial dois um. Também foi finalista do Prêmio São Paulo de Literatura em 2012, na categoria de Melhor Livro do Ano, com Habitante irreal, e em 2019, na categoria Melhor Romance de Ficção, com Marrom e Amarelo.
Paulo Scott é formado pela Faculdade de Direito da Pontifícia Universidade Católica do Rio Grande do Sul (PUCRS) e Mestre em Direito Público pela Universidade Federal do Rio Grande do Sul (UFRGS).

## Obras

### Romances
- Voláteis, Editora Objetiva, 2005; Alfaguara - Grupo Editorial Companhia das Letras, 2022 (reedição revisada pelo autor)[8]
- Habitante irreal,[9] Alfaguara - Grupo Editorial Companhia das Letras, 2011[10]
- Ithaca Road, Editora Companhia das Letras, 2013[11]
- O ano em que vivi de literatura, Editora Foz, 2015[12]
- Marrom e Amarelo, Alfaguara - Grupo Editorial Companhia das Letras, 2019[13]

### Contos
- Ainda orangotangos, Livros do Mal, 2003; Editora Beltrand Brasil - Grupo Editorial Record, 2007[14]

### Poesias
- Histórias curtas para domesticar as paixões dos anjos e atenuar os sofrimentos dos monstros, Editora Sulina, 2001 (Escrito sob o pseudônimo Elrodris)[15]
- Senhor escuridão, Editora Beltrand Brasil - Grupo Editorial Record, 2006[16]
- A timidez do monstro, Editora Objetiva, 2006[17]
- O monstro e o minotauro, Editora Dulcinéia Catadora, 2011 (edição em coautoria com a cartunista Laerte Coutinho)[18]
- Mesmo sem dinheiro comprei um esqueite novo, Editora Companhia das Letras, 2014[19]
- Garopaba monstro tubarão, Selo Demônio Negro, 2019[20]
- Se o mundo é redondo e outros poemas, Editora Gato Bravo, 2020 (publicação comercializada somente em Portugal)[21]
- Luz dos monstros, Editora Aboio, 2022[22]
- Sanduíche de Anzóis, Alfaguara - Grupo Editorial Companhia das Letras, 2025

### Graphic Novel
- Meu mundo versus Marta, Companhia das Letras, 2021 (desenhada pelo quadrinista Rafael Sica)[23]

### Teatro
- Crucial Dois Um, Editora Cobogó, 2023[24]

### Ensaio
- Direito Constitucional Antirracista, Revista dos Tribunais, 2025[25]

## Adaptações
- O livro de contos de Ainda orangotangos foi adaptado para o cinema por Gustavo Spolidoro em 2008, filmado em um único plano-sequência, sem cortes, com 81 minutos de duração. Este filme foi vencedor do 13º Festival de Cinema de Milão.[26]

## Participação em antologias
- Os cem menores contos brasileiros do século, Editora Ateliê, 2004[27]
- Contos do novo milênio, Instituto Estadual do Livro do Rio Grande do Sul, 2005[28]
- Poesia do dia: poetas de hoje para leitores de agora, Editora Ática, 2008[29]
- Geração zero zero, Editora Língua Geral, 2011[30]
- Cuentos en tránsito, Editora Alfaguara Argentina, 2014[31]